# 新妻実
新妻 実（にいづま みのる、1930年9月29日 - 1998年9月5日）は日本の抽象彫刻家。日本、米国、ヨーロッパで活躍した。

## 生涯

### 日本での活動
1976年、西武美術館で「新妻実彫刻展―ニューヨーク在住17年・石にいのちを刻む―」を開く。 
また数年にわたって岩手シンポジウムを主催し、様々な彫刻家を岩手に呼んで作品を完成させた。
1994年、関ケ原町が主催した彫刻シンポジウムの際、せきがはら人間村ファウンダー・矢橋昭三郎と出逢う。 「天下分け目の関ケ原から文化を発信したい」と意気投合した二人は親交を深めていった。
人間村は石材の調達とともに、石材を加工するための道具の製作にも重点を置いていて、新妻は人間村でかなりの時間を過ごすことになる。
しかし、運命的な出逢いからわずか数年で、新妻はニューヨークで急逝してしまう。
新妻は人間村に多くの彫刻を残し、現在はニイヅマガーデンと呼ばれる彫刻庭園となっている。 また、ニイヅマ美術館と名付けられた屋内鑑賞スペースもある。 ここは日本で唯一の新妻作品に特化した彫刻庭園である。 
また、日本各地でも多くの作品が所蔵・展示されている。 　
- 東京国立近代美術館 「眼の城」 (1965) 「城塞」(1973) 「ピラミッド」 (1976)
- 福岡の千草ホテルにある小さな「眼の城」(1974)
- 富山県美術館 「ピラミッド '83」（1983）
- 碧南市役所前の「眼の城」（1986）
- 名古屋のDesignWaterに数点展示
- 静岡市役所前の「眼の城」(1986)
- 三重県立美術館 「眼の城」（1988)
- 国立映画アーカイブ 相模原分館 「Infinity」

### 米国での活動
新妻の彫刻作品のいくつかは、アメリカ東海岸を中心に展示されている。グッゲンハイム美術館、ニューヨーク近代美術館、スミソニアン博物館などの美術館が新妻の彫刻を永久収蔵している。彫刻庭園や施設、キャンパスなどで見ることができる作品もいくつかある。
- メリーランド州ソロモンズのアンマリー・スカルプチャー・ガーデン・アーツ・センターにある「眼の城」（1975）
- オハイオ州クリーブランドのクリーブランド・クリニックのリンドハースト・キャンパスにある「Infinity」（1985）
- ニューオーリンズ美術館のシドニー＆ワルダ・ベストホフ彫刻庭園にある「眼の城」（1973）
- ウィリアムズ・カレッジ彫刻トレイルの「Hollow Sea」（1966）
- ホノルル・アカデミー・オブ・アーツ（ホノルル美術館）の「波の声」（1963）
- ハーシュホーン美術館・彫刻庭園（ワシントンD.C.）

また新妻は米国で、オノ・ヨーコ、三木富雄、イサム・ノグチ、草間彌生など、さまざまな日本人アーティストと交流した。 オノ・ヨーコがカーネギー・ホールで行ったパフォーマンス・アート『カット・ピース』を撮影したことでも知られている。

### ポルトガルでの活動

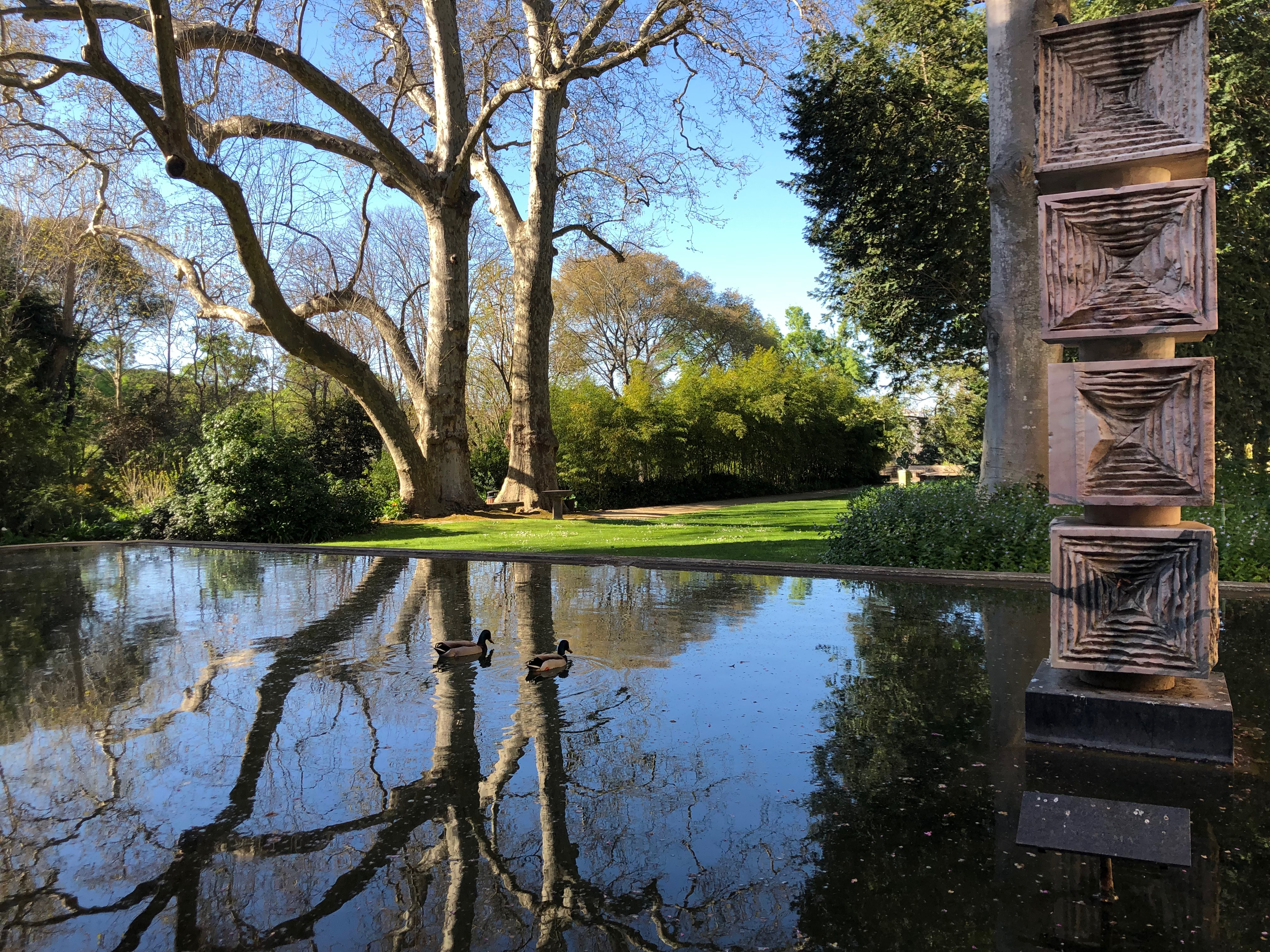
Castle of the Eye, pink marble sculpture by Minoru Niizuma, 1995. Lisbon, Portugal

1981年から1998年までポルトガルで幅広く活動。 ポルトガルと日本の文化・芸術関係の強化に欠かせない人物であった。マリオ・ソアレス元ポルトガル大統領と共に、日本美術をポルトガルに紹介するとともに、多くのポルトガル人アーティストを日本に紹介した。新妻は1981年のエヴォラ・シンポジウムのメンバーとして初めてポルトガルを訪れた。その間、ジョアン・クチレイロ、ペドロ・ラモス、マヌエル・コスタ・カブラルなど、多くの著名なポルトガル人アーティストと仕事をした。ポルトガルの美しい大理石や石材を知り、他の彫刻家たちとの交流も深め、リスボンを中心にポルトガルでの活動を続けた。1986年、新妻はカルースト・グルベンキアン美術館で個展を開き、現在も2点の彫刻が常設展示されている。ポルトガルの著名な美術コレクターで実業家のジョゼ・ベラルドは、新妻作品の大コレクターである。新妻はリスボンのベラルド美術館で何度か展覧会を開いた。現在、リスボン郊外にあるベラルドのバカルホア・ワイナリー美術館にある新妻実彫刻庭園には、30点以上の作品が展示されている。新妻の最後の展覧会は、1998年7月にリスボンのGaleria Antiks Designで開催された「ポルトガルに住む4人の日本人-中岡、新妻、竹本、坂本」（ザンベゼ・アルメイダとカルロス・ヘンリッチによる）である。
- 「眼の城」 カルースト・グルベンキアン美術館(1986)
- リスボンのモンテイロ・モール宮殿（英語版）植物園の「新妻湖」にある、ピンクの大理石でできた「眼の城」(1995)
- リスボンのベレン庭園の「眼の城」（1994）
- 新妻実に捧げられた彫刻庭園内のバカリョア・ワイナリー美術館に30点以上の作品が展示されている。「眼の城」（5点）をはじめ、さまざまな小品や中品が、樫や竹の木が並ぶ木陰の庭園に展示されている。

## 略歴
- 1955年 東京芸術大学彫刻科石井鶴三教室を卒業
- 1954年 - 1958年 モダンアート協会会員
- 1957年 加藤昭男、志水晴児、細川宗英、保田春彦らとともに「棕櫚会」を結成し、銀座・松坂屋で個展を開く
- 1959年 ニューヨーク市ブルックリン美術館付属美術学佼より奨学金を得て渡米
- 1964年 ニューヨーク市ブルックリン美術館付属美術学佼彫刻科講師
- 1966年 Howard Wise Gallery でニューヨーク初の個展
- 1968年 アメリカ・ヴァーモント州国際彫刻シンポジウム参加
- 1969年 オーストリア国際彫刻シンポジウム参加
- 1971年 ニューヨーク国際彫刻シンポジウムを企画・主催
- 1972年 ニューヨーク市コロンビア大学芸術科講師
- 1974年 ニューヨークおよびスイス・ルガノ国際大学院大学理事兼教授
- 1976年 西武美術館で個展
- 1977年 第3回彫刻の森美術館大賞展に「水中の歌」を出品
- 1978年 アイルランド第１回彫刻セミナー・ディレクター
- 1979年 東京・大阪で個展
- 1981年 第2回ヘンリー・ムーア大賞展に「太陽とピラミッド」を出品して美ケ原美術館賞を受賞
- 1983年 ニューヨークストーン研究所所長
- 1985年 岩手で彫刻シンポジウムを主催
- 1986年 リスボンのグルベンキアン美術館で回顧展
- 1989年 東京で個展
- 1998年7月 リスボンで最後の展覧会
- 1998年9月 ニューヨークで逝去
- 2022年 ニューヨークTina Kim Galleryで個展 Waterfall in Autum Wind
- 2024年 せきがはら人間村美術館 Homage to MINORU NIIZUMA

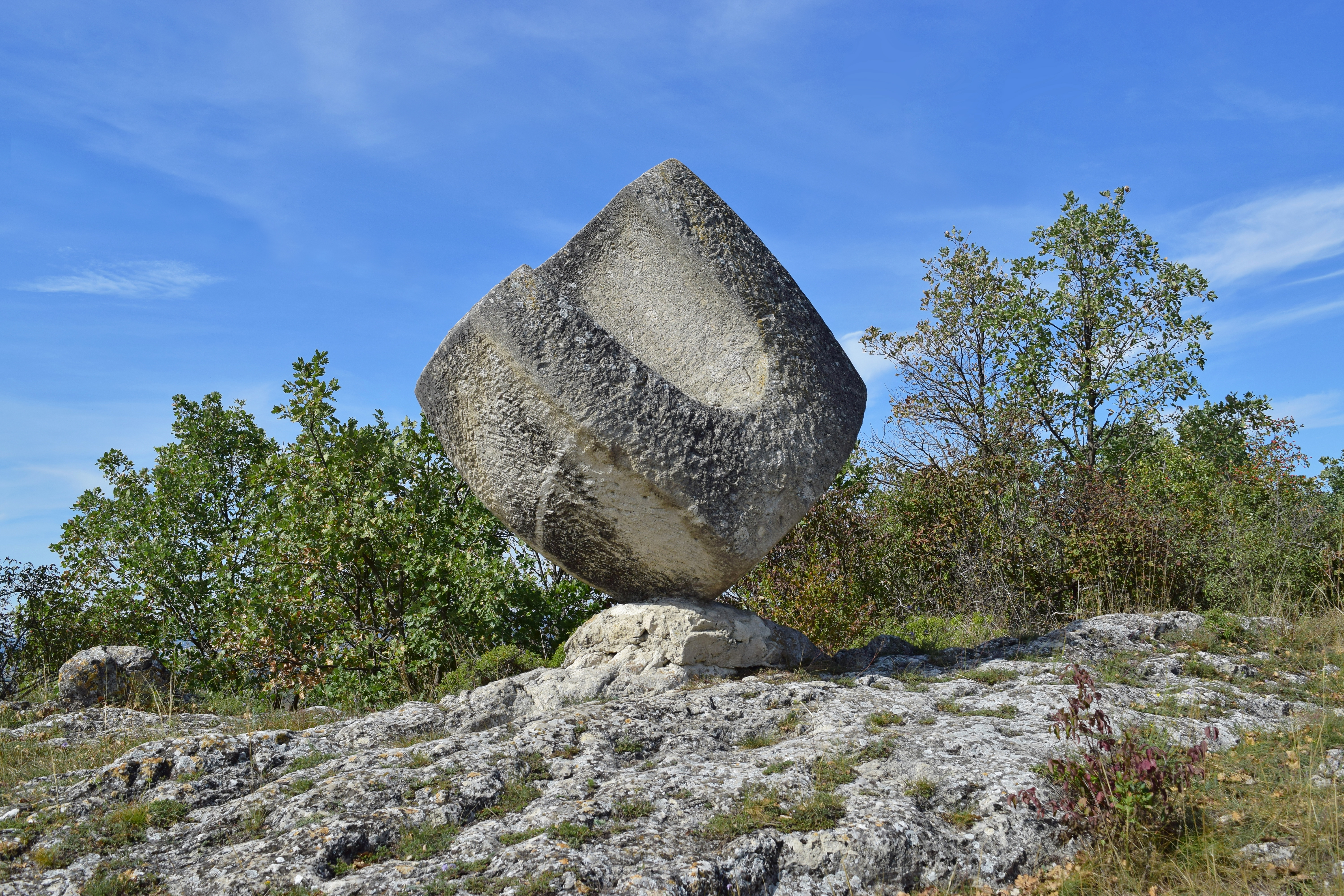
Nest, granite sculpture by Minoru Niizuma, 1969. Sankt Margarthen Sculpture Center, Burgenland, Austria

### 彫刻の特徴
新妻の彫刻の特徴は、60年代半ば以降に確立する。「眼の城」のシリーズの階段伏に方形が中心に向かって収束してゆく表現、荒けずりの面や磨き込んだ面との対比を強調したものが主になる。大理石を中心に、花崗岩、火山岩、その他の素材も手がけた。芸大在学中より石の彫刻を始めたことは、当時新妻が登山をやっていたことと無関係とはいえないかもしれない。またこの時期、日本では木村賢太郎を除いて石による抽象彫刻の作家はほかにほとんど例を見ない。

## 参考資料
- 「新妻実 日本美術年鑑所載物故者記事」（東京文化財研究所）
- せきがはら人間村生活美術館 読本, 2023
- Homage to MINORU NIIZUMA 2024.3.1-12.21 作品リスト
- "Tina Kim Gallery opens its first exhibition dedicated to Minoru Niizuma", Art Daily, November 20, 2022
- "Minoru Niizuma, 67, Sculptor and Teacher", The New York Times, September 29, 1998